# Hearthstone
Hearthstone (antes conocido como Hearthstone: 'Heroes of Warcraft') es un juego de cartas coleccionables en línea creado por la empresa Blizzard Entertainment. Está centrado en el universo de Warcraft, y es de descarga gratuita, aunque con compras opcionales para acelerar el ritmo de colección de cartas y acceso a contenidos extra.
El juego fue anunciado el 22 de marzo del 2013, sin embargo, durante el PAX East 2013 se presentó una demo. Se publicó oficialmente el 11 de marzo del 2014. Actualmente está disponible para Windows, OS X y dispositivos móviles iOS y Android. Además de la colección de cartas inicial (Básica y Clásica), Hearthstone introduce de forma regular expansiones (Goblins vs. Gnomos, El Gran Torneo, Susurros de los Dioses Antiguos, Mafias de Gadgetzan, Viaje a Un'Goro, Caballeros del Trono Helado, Kóbolds & Catacumbas, El Bosque Embrujado, El Proyecto Armagebum, La Arena de Rastakhan, El Auge de las Sombras, Salvadores de Uldum, El Descenso de los Dragones, Cenizas de Terrallende, Academia Scholomance, Locura en la Feria de la Luna Negra, Forjado en Los Baldíos, Unidos en Ventormenta, Divididos en el valle de Alterac, viaje a la ciudad sumergida, asesinato en el castillo Nathria, Marcha del Rey exánime, festival de leyendas, TITANES, duelo en las tierras inhóspitas, taller de mirífico, peligros en el paraíso, la gran obscuridad del más allá y la más reciente, camino al sueño esmeralda. Consta con aventuras como (La Maldición de Naxxramas, Montaña Roca Negra, La Liga de Expedicionarios y Una Noche en Kharazan) con nuevas cartas y mecánicas.
A principios de mayo de 2015 se alcanzaron los 30 millones de cuentas registradas en Hearthstone.

## Desarrollo del juego
Hearthstone es un juego de cartas coleccionables en línea que se basa en partidas por turnos entre dos oponentes, operado a través del Battle.net de Blizzard. Los jugadores pueden escoger entre diferentes modos de juego que ofrecen diferentes experiencias. 
El juego presenta once héroes, (en la última expansión se incluyó al nuevo héroe, Caballero de la Muerte) cada uno de ellos representando una clase distinta dentro del universo de Warcraft como Mago o Pícaro, exceptuando al Monje. Cada héroe presenta habilidades o los denominados poderes de héroe.
Los jugadores comienzan el juego con una colección de cartas básicas, pero pueden obtener más cartas de diferente rareza y poder comprando más sobres, al completar misiones y como recompensa en la Arena. Se obtiene oro al completar misiones aleatorias, que se añaden de una en una diariamente hasta un máximo de tres misiones acumuladas. Se puede substituir una misión diaria. También se puede obtener 10 monedas ganando 3 partidas en el modo jugar con un límite de 100 monedas.
Hearthstone se subvenciona a través de micropagos por sobres de cartas y acceso a los modos de juego Arena y Aventuras. No como otros juegos de cartas, Hearthstone no utiliza un sistema de intercambio de cartas, sino que permite que los jugadores "desencanten" cartas que no sean de su interés para convertirlas en "polvo arcano", que se puede utilizar para "crear" nuevas cartas al gusto del jugador. Hamilton Chu, director ejecutivo de Hearthsone, declaró mientras hablaba sobre por qué Blizzard no pensaba añadir un sistema de intercambio de cartas que "un factor clave para nosotros era focalizar [al usuario]... a jugar". Blizzard quiere evadir un mercado libre donde el valor de las cartas pudiera fluctuar, desalentar métodos de engaño como los bots, reducir las ventas no autorizadas en mercados negros (en contra de los términos de uso) y obtener todo el beneficio derivado del juego para la compañía.

### Partidas
Las partidas de Hearthstone son una batalla uno contra uno entre dos oponentes basada en turnos. En cada turno el jugador puede utilizar cartas de su mano, hechizos, equipar armas o invocando "esbirros". La partida puede ser entre dos personas o entre una persona y un oponente controlado por ordenador.
Cada jugador está representado por el "héroe" que haya escogido. El juego presenta once héroes, cada uno de ellos representando una clase distinta dentro del universo de Warcraft como Mago o Pícaro, exceptuando al Monje. Cada héroe presenta habilidades o los denominados poderes de héroe. 
Cada héroe tiene 30 puntos de vida, si ese número se reduce a cero, el héroe es destruido y el jugador que lo controlaba pierde la partida. Los jugadores pueden escoger jugar usando uno de los diversos mazos prediseñados o un mazo personalizado. Mientras que un gran número de cartas están disponibles para cualquier clase, una parte substancial de estas está limitada para cada clase, aportando a cada héroe sus propias ventajas.
Al inicio del juego, el jugador debe pasar por un tutorial para aprender las mecánicas básicas de Hearthstone con Jaina Valiente (Clase Mago) como héroe. Una vez ganadas todas las batallas del tutorial, se desbloquea el modo jugar y el modo práctica.
El modo arena requiere haber desbloqueado a todos los héroes. Para desbloquear a cada héroe, el jugador debe enfrentarse a él y ganar, ya sea en el modo práctica o en el modo jugar.
Al inicio del juego cada jugador obtiene cartas de su respectivo mazo de 30 cartas. El primer jugador obtiene tres cartas mientras el segundo obtiene 4. A continuación los jugadores tienen la posibilidad de devolver todas las cartas que quieran a su mazo y volver a obtener el mismo número de cartas de forma aleatoria. Al final de esta fase el segundo jugador obtiene otra carta llamada "la moneda", una carta que proporciona un cristal de maná extra de un solo uso. A pesar de la ventaja de dos cartas del segundo jugador, Ben Brode dice que de media, el primer jugador tiene un 3% más de posibilidades de ganar, y un estudio de Ars Technica muestra un balance casi perfecto.
Durante su turno, cada jugador puede utilizar cualquiera de sus cartas resaltadas en verde, usar su poder de héroe, ordenar a sus esbirros a atacar a los objetivos permitidos o atacar directamente usando su héroe si tiene un arma equipada. Aun así, las acciones que puede realizar un jugador están en parte determinadas por su maná, un fondo de recursos que se restaura al comienzo del turno. Cada jugador empieza el juego con 0 cristales de maná y gana uno al inicio de cada turno hasta un máximo de 10 cristales. Cada carta y poder de héroe requiere el uso de un número específico de maná para ser utilizada, limitando estratégicamente las acciones de cada jugador. El fondo de recursos superior en los turnos tardíos permite a los jugadores utilizar cartas más caras, abriendo el juego a esbirros y hechizos más poderosos.
La partida concluye cuando uno o ambos jugadores se quedan sin vida, o ambos jugadores alcanzan su turno 45, o si uno de los jugadores decide abandonar. Completar una partida otorgará puntos de experiencia a cada jugador (el jugador ganador obtendrá puntos de experiencia adicionales) y otorgarles acceso a cartas básicas adicionales que se obtienen hasta el nivel 10 del héroe utilizado o versiones doradas más allá de ese nivel. Cuando todos los héroes llegan al nivel 60, el jugador tendrá todas las versiones doradas de las cartas básicas.
Cada partida tiene lugar en un campo de batalla aleatorio representado por un tablero donde se juega. Existen trece tableros con diseños diferentes y numerosos elementos interactivos que no afectan en ningún modo la partida. En este campo de batalla se encuentran diversos elementos importantes de la interfaz del usuario: el mazo y mano de cada jugador, retrato del héroe, poder del héroe, cristales de maná y el historial de las cartas y acciones recientes.

### Modos de juego
Hearthstone presenta 7 modos de juego. Cada uno de los modos presenta particularidades distintas.
- Modo Jugar: Consiste en combatir con jugadores reales usando el mazo de cartas previamente personalizado o con el mazo predeterminado de cada héroe. En este modo se puede disputar de dos formas: normal y por rango, en este segundo existen una enorme cantidad de rangos para alcanzar, pero para eso se deben ir obteniendo estrellas, las cuales solo se pueden obtener por medio de ganar partidas, perder partidas puede quitar estrellas dependiendo del rango en que uno se encuentre (sólo en Rango madera 25-21 no se pierden estrellas), se obtienen estrellas más rápidamente al obtener más victorias consecutivas, por otro lado la dificultad de los oponentes se incrementa junto al rango, por lo que mayor rango significa más dificultad para subir.

- Modo de Práctica: Aquí el jugador compite contra adversarios controlados por la computadora (IA) con el fin de probar nuevas cartas o nuevas estrategias. En este modo el jugador tiene la opción de escoger su rival entre los nueve héroes que hay y, al igual que en el modo jugar, podrá elegir entre pelear con el mazo básico, o con el personalizado. En este modo tiene la posibilidad de enfrentarse a los héroes en modo normal para comprender los aspectos básicos del juego, con oponentes que solo utilizan cartas básicas y modo experto, incrementando la dificultad y la cantidad de cartas con las que juega el oponente en este último.

- Modo Arena: En este modo se tiene que escoger una de tres cartas que son mostradas aleatoriamente hasta completar tu mazo para luego buscar a tu oponente que también está participando de este modo y que tenga un nivel de victorias similar, con el objetivo de enfrentar jugadores en las mismas condiciones. Así el modo Arena concluye al conseguir doce victorias o tres derrotas. Dependiendo de las victorias obtenidas durante toda la partida, se les entregará una serie de premios.

- Modo Aventura: El modo Aventura consiste en sumergirse en batallas contra la IA, pero con un tema especial. Cada una de esas batallas, presenta enemigos únicos, con poderes muy distintos a los de los héroes convencionales. Estos nuevos enemigos se encuentran distribuidos por alas, cada una de ellas, presenta 3 o más enemigos. Derrotar a cada enemigo recompensa con nuevas cartas. La primera temporada del Modo Aventura fue lanzada el 22 de julio de 2014 y se denomina "La Maldición de Naxxramas".[11] Esta nueva modalidad consiste en enfrentamientos para un solo jugador contra la IA. La Maldición de Naxxramas está compuesta de 5 alas, cada una compuesta de 3 jefes.[12] En esta ocasión, la primera ala será gratuita durante el evento de lanzamiento mientras que las otras 4 alas tendrán un costo de 700 oros cada una o de $6,99 cada una. También se ofrecerán distintos paquetes para comprar el resto de las alas.[13] Actualmente esta aventura no se puede adquirir comprándola por lo que las cartas de la misma solamente se pueden crear con "polvo arcano". Los que pudieron adquirirla la tienen desbloqueada permanentemente (como todas las aventuras al ser compradas). El 6 de marzo fue anunciada durante el PAX east 2015 la segunda modalidad del modo aventura que lleva por nombre "Montaña Roca Negra".[14] El lanzamiento oficial fue el día 2 de abril de 2015.[15][16] A diferencia de su predecesora, La Maldición de Naxxramas, Montaña Roca Negra no tuvo su primer ala gratuita durante el lanzamiento, aunque los precios de las alas, tanto en oro, como en dinero real se mantienen. La tercera aventura en salir tiene como nombre "Liga de Expedicionarios".[17] Anunciada en la BlizCon el 6 de noviembre de 2015. Tuvo como Lanzamiento Oficial el 12 de noviembre del mismo año en la cual la Primera Ala (o locación como se conocía en esta aventura) era totalmente gratuita.[18][19] Por última (de momento), anunciada en la BlizCon de 2016 "Una Noche en Kharazan".[20] aventura protagonizada por Medivh y una fiesta disco en la Torre Abandonada de Kharazan. Esta aventura y sus cartas se lanzó oficialmente el 11 de agosto de 2016.[21] dando gratuitamente el prólogo de la misma para su adquisición.[22]

- Modo duelo: permite a los jugadores retar a otros jugadores de su lista de amigos en partidas sin rango. Los duelos no ofrecen recompensas, pero permiten a los jugadores jugar fuera de los otros modos.

- Modo peleas de taberna: se trata de un modo de juego contra otro jugador que presenta algunos cambios en la forma de jugar, por lo general reforzando el carácter aleatorio del juego. Cada semana hay una nueva edición de este modo de juego, con distintas reglas. En algunas ediciones se juega con mazos predeterminados, mientras que en otras el jugador debe construir un mazo específico con las cartas que tiene. Por la primera partida que se gane en este modo en cada edición, el jugador recibe un sobre de cartas o un reverso de carta.

- Modo Campos de batalla de Hearthstone[23] *: En este nuevo modo de juego, basado en el género auto battler, se dispone de un listado héroes del universo Warcraft, dotados cada uno de ellos poderes únicos que determinan la forma de reclutar, luchar y elaborar una estrategia contra los oponentes. Cuando comienza una partida, se os presenta una selección de héroes para elegir, cada uno con un poder asociado. En Campos de batalla, en lugar de configurar un mazo con cartas, se crea un tablero con esbirros en constante cambio cada vez que os paséis por la taberna de Bob (cosa que tiene lugar al comienzo de cada partida y entre cada ronda de combate).

### Misiones y logros
Cada día que el jugador se conecte, recibe una misión aleatoria con una recompensa que puede variar entre 50 y 100 monedas de oro. Pueden acumularse hasta tres misiones, y se puede cambiar una al día por otra nueva misión también escogida al azar.
En cuanto a los logros, estos premian al jugador con oro o con alguna carta en especial y se obtienen de diversas maneras.

### Regiones
Hearthstone permite jugar en cuatro áreas o regiones geográficas distintas: Américas, Europa, Asia y China. Los jugadores solo pueden competir y comunicarse con otros jugadores de la misma región.  Mientras cada jugador se asigna a una región por defecto correspondiente a su país de residencia, los jugadores pueden cambiar de región a través del lanzador de Battle.net, para competir contra jugadores de otras regiones si lo desean. Aun así, jugadores de otras regiones no pueden acceder a la región de China. De todos modos, cada región mantiene un perfil independiente de cada jugador, así que no es posible transferir cartas, oro, listas de amigos u otros detalles entre regiones. Los jugadores que deseen probar otra región deben empezar el juego desde el inicio, incluyendo volver a jugar el tutorial.

## Héroes
Es el personaje principal. El objetivo es derrotar al héroe enemigo, mientras impides que acaben con el tuyo. Todos los héroes cuentan con 30 puntos de vida y una habilidad especial (Poder de héroe). Hay un total de 16 Héroes (Cada uno por cada clase para un total de 9 utilizables y 7 como variaciones en cada clase que sirven únicamente como decoración o apartado visual y auditivo ya que tienen nuevas líneas de diálogo también). Al llegar a 500 victorias en rango con alguna clase esta se vuelve dorada, animando el retrato y la imagen en el poder de héroe a su versión dorada (igual solamente de manera decorativa como estímulo para el jugador).
- Paladín: Representado por Uther el Iluminado,[25] el primer paladín de la historia de Warcraft. Su poder de héroe es "Refuerzo" que invoca a un Recluta Mano de Plata (esbirro 1/1). Esta clase tiene 3 héroes alternativos, Lady Liadrin,[26] matriarca y líder suprema de la Orden de los Caballeros de sangre de Quel'Thalas; Arthas Menethil,[27]  Príncipe heredero de Lordaeron y Caballero de la Mano de Plata; y a Sir Molest-O.
- Pícaro: Representado por Valeera Sanguinar,[28] una elfa de sangre. Su poder de héroe es "Maestría en dagas", que equipa una daga al héroe 1/2. Tiene un héroe alternativo, Maiev Cantosombrio,[29] una elfa nocturna decidida a capturar a Illidian Tempestira.
- Chamán: Representado por Thrall,[30] un orco considerado uno de los más poderosos chamanes. Su poder de héroe es "Llamada Totémica", el cual invoca un tótem aleatorio. Estos tótems son cuatro. Uno tiene 0/2 (0 puntos de ataque y 2 de vida) con provocar, otro es un 0/2 que al final del turno restaura 1 punto de vida a todos los esbirros al final de turno, el tercero es un 1/1 y el cuarto un 0/2 con +1 punto de hechizos. Esta clase cuenta con 1 Héroe alternativo, Morgl El Oráculo, personaje de la raza Murloc con poder sobre los elementos y Chamán de su tribu. Se ve por primera vez en "La Vorágine" (Zona de World of Warcraft)
- Mago: Representado por Jaina Valiente,[31] una poderosa maga humana. Su poder de héroe es  "Explosión de fuego", el cual inflige un punto de daño al objetivo elegido. Existe un segundo héroe llamado Medivh el guardián. Actualmente, esta clase posee 2 Héroes alternativos a Jaina. El primero siendo Magus Medivh, "El Último Guardian de Tirisfal"[32] o "El Profeta" como se le conoce en Warcraft III: Reign of Chaos y Warcraft III: The Frozen Throne, un gran y poderoso mago o se puede jugar como Khadgar,[33] uno de los hechiceros más poderosos que han existido. Fue el aprendiz de Medivh, el último Guardián de Tirisfal, y se convirtió en uno de los héroes más poderosos de la Alianza durante la Segunda Guerra, como comandante de la Expedición de la Alianza a Draenor.[34]
- Brujo: Representado por Gul'Dan,[35] el primer orco brujo y seguidor de Sargeras. Fue el que con la ayuda de Medivh y la puerta dimensional llevó a los orcos a Azeroth. Su poder de héroe es "Transfusión de Vida", el cual sacrifica dos puntos de salud para robar una carta. Existe un segundo héroe para esta clase, llamada Nemsy Necrochispa. Por  último, con el anuncio de la expansión El Proyecto Armagebum,[36] se sumó a la lista Mecha-Jaraxxus.[36] Esta sólo se puede conseguir mediante la precompra de la expansión.
- Guerrero: Representado por Garrosh Grito Infernal, exjefe de Guerra de la Horda, hijo de Grommash Grito Infernal,[37] Líder del Clan Grito de Guerra.[38] Su poder de héroe es "Blindaje" amortiguando 2 puntos de armadura acumulables por cada uso. Esta clase cuenta con 1 Héroe alternativo, Magni Barbabronce, es el actual rey enano de Khaz Modan, Señor de Forjaz y cabeza del clan Barbabronce.[39]
- Druida: Representado por Malfurión Tempestira, es el archidruida más grande que jamás haya vivido y uno de los mortales más poderosos del universo Warcraft. Es el hermano gemelo de Illidan Tempestira (Aunque con los distintos caminos que eligieron ambos, el druidismo y el pecado, el único prestigio de su hermandad es su lineaje) y el amante de Tyrande Susurravientos (Sacerdotisa de la Luna).[37] Su poder de héroe es el "Cambio de forma" el cual otorga al héroe 1 punto de armadura y además, 1 punto de ataque ese turno. Además de Malfurion, en la expansión "El bosque embrujado" se incluyó a Lunara como héroe alternativo y en "Salvadores de Uldum" se añadió a Elise Buscaestelar disponible con la precompra.
- Sacerdote: Representado por Anduin Wrynn, es el heredero al trono de Ventormenta. Su nombre proviene de dos figuras veneradas de la historia de Ventormenta: el legendario Anduin Lothar y su abuelo Llane Wrynn I. El hijo del Rey Varian Wrynn, Anduin, fue coronado a los diez años con el fin de mantener el orden cuando Varian desapareció.[40] Sacerdote entre la Luz y las Sombras. Su poder de héroe es la "Sanación inferior", la cual restaura 2 puntos de vida al objetivo elegido. Existe un segundo héroe llamada Tyrande Susurravientos. Es la suma sacerdotisa de la diosa Elune, la líder de las Centinelas, y la principal responsable del gobierno de los Elfos Nocturnos. Su corazón pertenece al archidruida Malfurion Tempestira, con quien combatió en el pasado en muchas ocasiones contra los peligros que acecharon a su raza.[41]
- Cazador: Representado por Rexxar, un cazador medio orco medio ogro que ayudó en gran parte a la fundación de Durotar, Fortaleza de la Horda en Kalimdor.[42] Su poder de héroe es el "Disparo firme", que inflige 2 puntos de daño al héroe rival. Posee 1 Héroe Alternativo la cual es Alleria Brizaveloz, es la mayor de las hermanas Brizaveloz y Arquera-Capitán de las fuerzas de Quel'thalas durante la Segunda Guerra entre la Horda y la Alianza.[43]
- Cazador de Demonios: Representado por Illidan Tempestira, un cazador de demonios que fue el autoproclamado Señor de Terrallende , que gobernó desde el Templo Oscuro.  Su poder de héroe (Garra de demonio), Cuesta 1 cristal de maná y al activarlo tu héroe obtiene 1p. de ataque este turno. Este héroe fue implementado en Hearthstone con la expansión "Cenizas de Terrallende" En el año 2020.

## Cartas
Existen muchos tipos de cartas, con sus propias características y costo de maná, algunas distintivas de cada Héroe. Entre ellas están principalmente las de tipo Hechizo que tienen un poder en especial y las cartas de Esbirros, como Bestias y Demonios que tienen estadísticas como puntos de ataque y de vida.
Las cartas se pueden conseguir de muchas maneras; ya sea subiendo de nivel por cada héroe, abriendo paquetes que se compran en la tienda del juego con oro o dinero real, como también obteniéndolas como premio después de jugar el modo arena o creándolas con polvo arcano que se consiguen desencantando otras o consiguiéndolo jugando en el modo arena, que te dan como recompensa.
El poder de las cartas y la posibilidad de encontrarlas también se basan en su rareza; las blancas son comunes, las azules poco común, las moradas épicas y las de color naranja legendarias.
Cada sobre de cartas está formado por cinco cartas aleatorias que incluye como mínimo una carta rara. Obtener nuevas cartas permite a los jugadores añadirlas a sus mazos, abriendo las puertas a nuevas posibilidades y estrategias. 
La colección jugable consta de 2711, aunque se añadirán más en el futuro a través de expansiones y aventuras adicionales. La primera aventura, La maldición de Naxxramas añadió 30 cartas, la primera expansión, Goblins vs Gnomos (GvG) añadió 123 cartas. La segunda aventura, Montaña Roca Negra añadió 31 cartas.
Cada mazo contiene 30 cartas de la colección del jugador. Cada mazo solo puede contener dos unidades de cada carta y una unidad de cada carta legendaria. Las carta legendarias son las más raras de Hearthstone y se basan en personajes especiales del universo Warcraft. Al invocar una carta legendaria se muestra una animación o sonido especial y tendrán un dragón alrededor. En el modo de juego Arena no existen estas limitaciones. La construcción de un mazo es un elemento estratégico básico en el juego, ya que determina que cartas tendrán disponibles en la partida. 
También existe la posibilidad de usar el modo de creación para crear nuevas cartas. Este sistema utiliza polvo arcano para crear cartas específicas. El polvo arcano puede obtenerse como recompensa en la Arena o destruyendo cartas ya coleccionadas, permitiendo a los jugadores convertir cartas no deseadas o sobrantes en otras opciones más deseables. El modo de creación se creó como alternativa al intercambio de cartas prevalente en otros juegos de cartas como Magic: el encuentro.
| Set                          | Total (Máximo posible) | Común     | Rara      | Épica    | Legendaria |
| ---------------------------- | ---------------------- | --------- | --------- | -------- | ---------- |
| Cartas básicas               | 133 (266)              | N/A       | N/A       | N/A      | N/A        |
| Cartas clásicas              | 245 (457)              | 94 (188)  | 81 (162)  | 37 (74)  | 33         |
| Cartas de Naxxramas          | 30 (54)                | 18 (36)   | 4 (8)     | 2 (4)    | 6          |
| Cartas de Goblins vs. Gnomos | 123 (226)              | 40 (80)   | 37 (74)   | 26 (52)  | 20         |
| Cartas de Montaña Roca Negra | 31 (57)                | 15 (30)   | 11 (22)   | 0        | 5          |
| Cartas de recompensa         | 2 (3)                  | 0         | 0         | 1 (2)    | 1          |
| Cartas Promocionales         | 2                      | 0         | 0         | 0        | 2          |
| Todos los sets               | 566 (1065)             | 167 (334) | 133 (266) | 66 (132) | 67         |

### Dorsos de cartas
El jugador de Hearthstone puede personalizar sus cartas con alguno de los dorsos que haya desbloqueado, de forma similar a las fundas de los juegos de cartas coleccionables físicos. Cada dorso ofrece un dibujo único, en ocasiones con animaciones.
Existen varias formas de desbloquear dorsos:
- Alcanzar el rango 20 en una temporada de juego con rango. Las temporadas tienen una duración de un mes.
- Completar una aventura en dificultad heroica.
- Comprar otros juegos de Blizzard.
- Comprar en preventa una expansión de Hearthstone.[49]

También al igual que los juegos de cartas coleccionables físicos, Hearthstone cuenta con cartas de oro, versiones especiales de cartas normales con un borde dorado y animaciones especiales. Estas cartas con menos comunes que las versiones normales y otorgan más polvo arcano al desencantarlas. Las cartas doradas solo se diferencian de su versión normal de forma estética. Desde la expansión Forjados en los Baldíos se añadió una nueva versión especial para algunas cartas legendarias: las cartas legendarias de diamante, que añaden animaciones de entrada, un marco de diamante y una animación nueva para la ilustración de la carta. Son obtenibles solo mediante compra directa, compra de algunos paquetes, o cumpliendo algunos requisitos de logros. Algunas expansiones anteriores también han obtenido cartas legendarias de diamante. En la expansión Marcha del Rey Exánime se añadieron las cartas distintivas (insignia en Latinoamérica), que cuentan con diseños "full art", artes completamente diferentes de los originales y un marco exclusivo. A diferencia de las cartas de diamante, pueden ser de cualquier rareza, habiendo incluso cartas comunes distintivas.

## Expansiones
- La Maldición de Naxxramas
- Goblins vs. Gnomos
- Montaña Roca Negra
- El Gran Torneo
- Liga de Expedicionarios
- Susurros de los Dioses Antiguos
- Una Noche en Karazhan
- Mafias de Gadgetzan
- Viaje a Un'Goro
- Caballeros del Trono Helado
- Kóbolds & Catacumbas
- El Bosque Embrujado
- El Proyecto Armagebum.
- La Arena de Rastakhan.
- El Auge de las Sombras
- Salvadores de Uldum
- El Descenso de los Dragones
- Cenizas de Terrallende
- Academia Scholomance 
- Locura en la Feria de la Luna Negra
- Forjados en los Baldíos
- Unidos en Ventormenta
- Divididos en el Valle de Alterac
- Viaje a la Ciudad Sumergida
- Asesinato en el Castillo de Nathria
- Marcha del Rey Exánime
- El Festival Legendario
- Los Titanes
- Las Cavernas del Tiempo (sólo salvaje)
- Duelo en las Tierras Inhóspitas

## Desarrollo

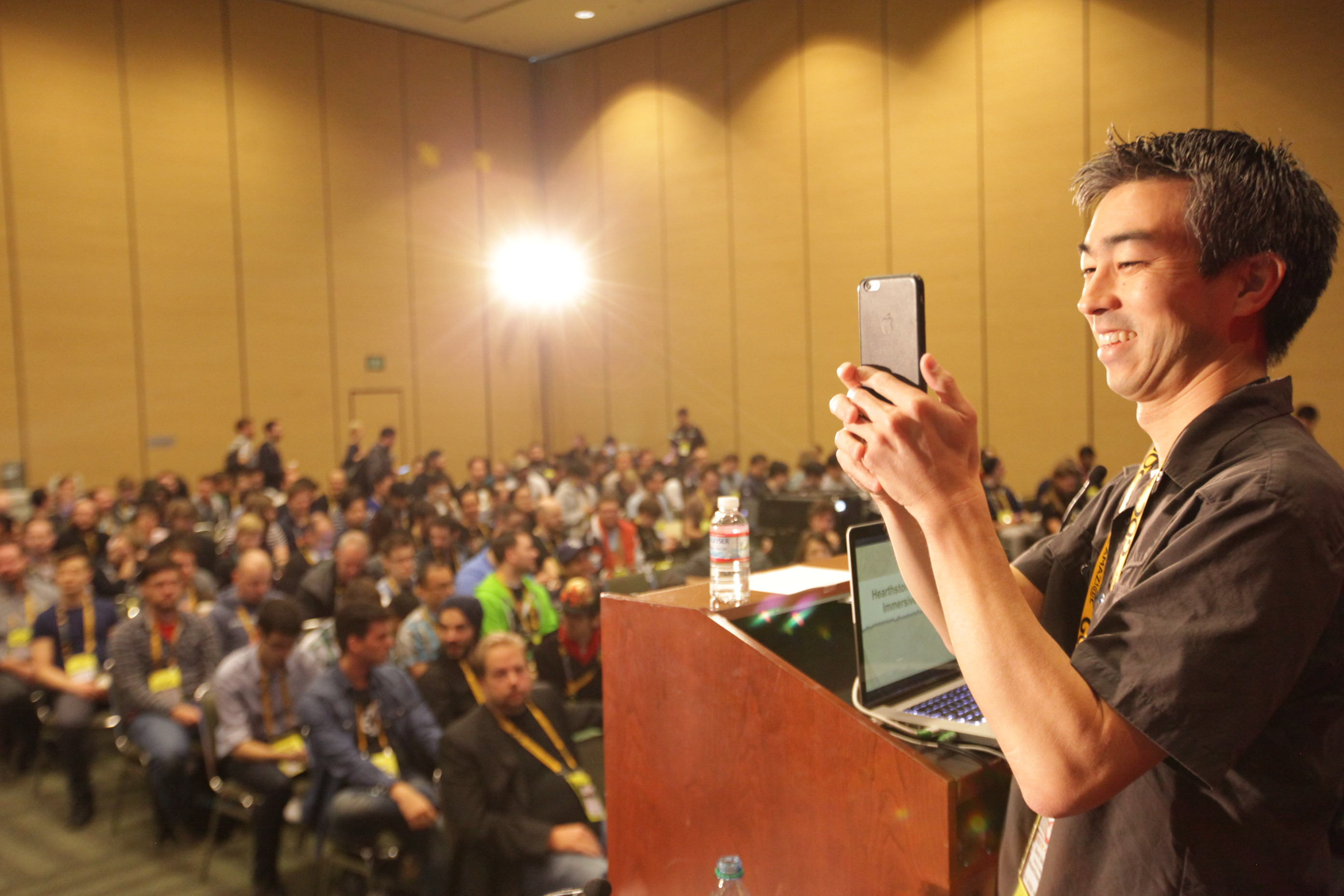
El diseñador de la interfaz de Hearthstone, Derek Sakamoto presentando en la GDC 2015

Desde un inicio, el juego fue diseñado para ser jugado únicamente en línea y simular la sensación de las cartas físicas; el juego empieza con el jugador abriendo una caja, durante el juego las cartas se mueven en la mano, y cuando se utilizan, golpean el tablero de juego. Cuando atacan, las cartas se mueven en el tablero para alcanzar su objetivo; cuando se genera un daño masivo el tablero se sacude; cuando se invoca una carta legendaria una audiencia invisible se asombra. Hearthstone también ofrece tableros interactivos. Se puede interactuar de forma distinta con cada tablero, aunque esta característica es puramente para entretenimiento y no tiene efecto en la partida.
Blizzard experimentó con el juego multiplataforma durante el desarrollo, alcanzando un juego satisfactorio entre un jugador en un PC contra un jugador en un iPad, aunque no fue una característica implementada en el lanzamiento del juego. El juego multiplataforma se añadió en abril de 2014. Hearthstone también contempla expansiones, que introducen de 100 a 200 cartas nuevas aproximadamente y nuevas características.
La banda sonora fue compuesta por Peter McConnell y el tráiler musical por Jason Heyes.

## Lanzamiento
Hearthstone se anunció por primera vez en el Penny Arcade Expo en marzo de 2013 para Windows, Mac y iPad, con una fecha de lanzamiento para el mismo año. 
En agosto de 2013 el juego abrió en beta cerrada, a la que más de 1 millón de jugadores fueron invitados en noviembre de 2013, con planes de entrar en la beta abierta en diciembre. Posteriormente Blizzard anunció que el juego seguiría en beta cerrada en 2014 a pesar de las estimaciones iniciales.
Blizzard anunció la beta abierta para Norteamérica el 21 de enero de 2014 y el 22 de enero de 2014 en Europa. El 23 de enero de 2014 fue disponible en todas las regiones.
Los planes de lanzamiento en Android y iPhone se anunciaron en noviembre de 2013, con una fecha de lanzamiento alrededor de la segunda mitad de 2014. Los planes de lanzamiento del juego en tabletas Windows 8 también se anunciaron entonces.
El juego se lanzó oficialmente el 11 de marzo de 2014, siendo disponible para los sistemas operativos Microsoft Windows y OS X. A finales de marzo de 2014 el juego tenía más de 10 millones de jugadores registrados en todo el mundo. El 2 de abril de 2014 el juego se lanzó para iPad en Australia, Canadá y Nueva Zelanda. El 16 de abril de 2014 se lanzó globalmente, soportando todos los modelos de iPad a excepción del primero. El 6 de agosto de 2014 se añadieron los soportes táctiles Windows 8 aunque no para dispositivos Windows RT.
La primera aventura, La Maldición de Naxxramas, se lanzó el 22 de julio de 2014. Incluye 15 jefes y nueve desafíos de clase que conceden 30 nuevas cartas, que incluyen nueve cartas de clase y seis legendarias, y un dorso de carta especial si se derrotan a todos los jefes en modo heroico. 
En septiembre de 2014 había más de 20 millones de jugadores registrados en Hearthstone.
La primera expansión, Goblins vs Gnomos, fue anunciada en el BlizzCon en noviembre de 2014 y lanzada el 8 de diciembre de 2014. La expansión incluye 128 nuevas cartas, que contienen 72 cartas de clase. El precio de los nuevos sobres de cartas es el mismo que el de los sobres de cartas clásicos.
El 15 de diciembre de 2014 el juego se publicó para tabletas Android de 6 pulgadas o más en Australia, Canadá y Nueva Zelanda, y el 16 de diciembre de 2014 para todos los tabletas Android.
En enero de 2015 había más de 25 millones de jugadores registrados en Hearthstone.
La segunda aventura, Montaña Roca Negra, fue anunciada en el Pax East el 6 de marzo de 2015 y la primera ala fue abierta el 2 de abril; las otras cuatro alas se abrieron semanalmente a partir de entonces. Incluye 17 jefes y nueve desafíos de clase que conceden 31 cartas que incluyen 18 cartas de clase, 5 cartas legendarias y un dorso de carta exclusivo si se vencen a todos los jefes en modo heroico.
El 14 de abril de 2015 el juego se lanzó para los dispositivos móviles iPhone y Android en todo el mundo, lo que ha servido para aumentar un 30% los ingresos del juego, situándolos en los 20 millones de dólares mensuales. La versión para teléfonos inteligentes del juego incluye nuevos elementos UI que colocan la mano del jugador en el inferior derecho de la pantalla pero solo parcialmente visible, así los jugadores deben pulsar en su mano para verla ampliada y jugar las cartas. También se pueden visualizar cartas individuales a pantalla completa manteniendo pulsada una carta en concreto, característica útil para leer todos los detalles de la carta usando un dispositivo móvil estándar.
El 6 de mayo de 2015 Activision Blizzard anunció que Hearthstone y Destiny habían generado aproximadamente mil millones de dólares de beneficio para la compañía.

### Promociones
Para el lanzamiento de Hearthstone: Heroes of Warcraft, Blizzard ofreció el ítem Hearthsteed para los jugadores de World of Warcraft que ganaran 3 partidas en la Arena o en el modo de juego. Ampliamente anunciado en diversos webs de World of Warcraft, esta promoción motivaba a los jugadores de World of Warcraft a probar Hearthstone y marcó el primer crossover significativo entre juegos de Blizzard. 
Los jugadores que compraron Diablo III: Reaper of Souls recibieron sobres de cartas clásicos, y los que compraron las ediciones deluxe y coleccionista obtuvieron sobres adicionales. Los jugadores que compraron World of Warcraft: Warlords of Draenor edición Digital Deluxe o Coleccionista recibieron un dorso de carta exclusivo. Los jugadores de Heroes of the Storm que alcancen el nivel 12 del juego recibirán un dorso de carta exclusivo dedicado al juego; esta promoción es en honor de su fecha de lanzamiento, el 2 de junio de 2015.

## Competiciones
A pesar del foco de interés de los diseñadores en la accesibilidad y el ritmo de juego rápido, Hearthstone ha sido el centro de interés de algunos torneos. Blizzard realizó un torneo de exhibición en noviembre de 2013 llamado "The Inkeeper's invitational", con la presencia de diversos jugadores.
En diciembre de 2013 2P Entertainment acogió un gran torneo con un pozo de premios de 30.000 RMB (aproximadamente 4.841 dólares americanos o 4.435 euros) con la presencia de los mejores jugadores de la región China contra los mejores jugadores de la región de América. En marzo de 2014, la asociación de eSports (TeSPA) anunció el "Collegiate Hearthstone Open", un torneo de acceso libre para todos los jugadores estudiantes en Norteamérica, con un pozo de premios de 5.000$ (4.583€ aprox) en matrículas. La Major League Gaming, la ESL y el ZOTAC Cup siguen acogiendo pequeños torneos de Hearthstone en las regiones de América y Europa, sin premios o con pequeñas recompensas para los jugadores.
Hearthstone fue el foco de atención de numerosos torneos durante la beta cerrada, incluyendo los acogidos por la Major League Gaming y la ESL. Blizzard comentó que estaban "un poco sorprendidos, de forma positiva" con el reconocimiento del juego como un eSport durante la beta cerrada.
En abril de 2014, Blizzard anunció el primer Campeonato Mundial de Hearthstone como un campeonato oficial acogido en la BlizzCon los días 7 y 8 de noviembre. El torneo contaba con jugadores de las cuatro regiones del juego, con cada región acogiendo un torneo de cualificación previo. Las cualificaciones de las regiones de Norteamérica y Europa contaron con 160 jugadores cada una, y determinaron la mitad de esos jugadores a partir de su rendimiento real en el modo de juego con rango durante las temporadas de abril a agosto. Los cuatro jugadores más exitosos de las cualificaciones de cada región fueron al Campeonato Mundial, con un total de 16 jugadores. El Campeonato Mundial de Hearthstone contaba con un fondo de premios de 250.000$, y el ganador, James "Firebat Kostesich, recibió 100.000$.

## Recepción
Hearthstone: Heores of Warcraft ha recibido generalmente críticas positivas desde su lanzamiento, con una puntuación de 87.57% en GameRankings y 88 en Metacritic, puntuación basada en una docena de opiniones de importantes críticos de videojuegos. El juego fue alabado por su simplicidad, ritmo de juego y atención a los detalles a la vez siendo free-to-play. Los principales puntos negativos son la falta de un sistema o mercado de intercambio de cartas entre jugadores y un modo de juego de torneo. Eurogamer otorgó al juego una puntuación máxima de 10 sobre 10 y remarcó que el juego "desborda carácter e imaginación, los combustibles de una comunidad vibrante de jugadores, que solo invita a mejorar mientras Blizzard introduce nuevas características, una versión para iPad y expansiones." Ambos IGN y  Game Informer puntuaron al juego ligeramente por debajo, con una puntuación de 9 sobre 10. Justin Davis de IGN alaba el juego por su “elegante simplicidad de reglas” y “impactante atención en el detalle y personalidad, y viabilidad verdadera de jugar de forma gratuita hacen fácil caer en su hechizo y perderse felizmente en las profundidades de sus posibilidades estratégicas.” GameSpot otorgó al juego una puntuación de 8/10, alabando el juego por su profundidad y complexidad. El único inconveniente es la “ausencia de características adicionales a largo plazo.”
Posteriormente las expansiones de cartas de Hearthstone: Heroes of Warcraft también han recibido buenas críticas. Game Informer puntuó a la expansión La Maldición de Naxxramas con 9 puntos sobre 10. PC Gamer declaró que "La Maldición de Naxxramas es un muy necesario y divertido refresco para el juego de cartas de Blizzard”, todo y con eso, “la nueva expansión de cartas debería ser más considerable”, puntuando a la expansión con un 7.8 sobre 10. La recepción de Goblins vs Gnomos también ha sido positiva, con Game Informer declarando “la primera expansión de Hearthstone es un gran paso adelante para el ya accesible y divertido juego”, puntuándolo con un 9.25 sobre 10, mientras que Eurogamer le otorgó un 8 sobre 10, escribiendo “cualquier cosa que pase con Hearthstone en el futuro, el nuevo contenido ha tropezado un poco fortaleciendo ciertos arquetipos de mazos que no necesitaban esa ayuda […] se ha re-introducido una reflexión para jugar que había estado ausente demasiado tempo.”

### Premios
Hearthstone fue galardonado en los Game Awards de 2014 con el premio a mejor juego de teléfono móvil. En diciembre de 2014 GameSpot de otorgó el premio a mejor juego de teléfono móvil del año. GameTrailers le galardonó con los premios a mejor juego multijugador del año y mejor juego del año de 2014. En los DICE Awards de 2014, el juego ganó el premio a mejor juego de teléfono móvil y mejor juego de estrategia/simulación del año. El juego ganó el BAFTA Video Games Award a mejor juego multijugador en el 2014.